# 전민주
전민주(全珉柱, 1994년 9월 8일 ~ )는 대한민국의 가수이다. 2015년 걸그룹 디아크로 데뷔하였으나 탈퇴하였고, 걸그룹 DAY DAY로 데뷔할 예정이었으나 회사 사정과 멤버간 의견 차이로 인해 데뷔가 무산되었다. 그리고 2018년 유나킴과 듀엣 팀인 KHAN으로 야심차게 나왔으나 한 곡 발매 후 활동을 중단했다.

## 학력
- 한림연예예술고등학교 실용무용과 (졸업)

## 음반 목록
- "비별 (Good bye Rain)" (2014, 유나킴과의 듀엣)
- "빛 (The Light)" (2015, 디아크)
- "러브홀릭 (Loveholic)" (2017, 언니는 살아있다 OST Part 1)

## 출연 작품

### 텔레비전 프로그램
| 연도        | 방송사 | 제목          | 역할   | 비고 |
| ----------- | ------ | ------------- | ------ | ---- |
| 2012 - 2013 | SBS    | 《K팝스타 2》 | 참가자 |      |
| 2016 - 2017 | SBS    | 《K팝스타 6》 | 참가자 |      |